# Ucieczka przed krytyką
Ucieczka przed krytyką (hiszp. Huyendo de la crítica) – obraz olejny namalowany przez hiszpańskiego malarza Perego Borrella del Caso w 1874 roku, znajdujący się w zbiorach Banku Hiszpanii w Madrycie.

## Opis
Obraz wyróżnia się innowacyjną techniką i głębokim znaczeniem koncepcyjnym. Borrell del Caso pozostający pod wpływem różnych europejskich stylów artystycznych, obeznany z romantyzmem i malarstwem realistycznym, wyróżniał się specyficzną pracą wykorzystującą technikę zwaną trompe l’oeil. Ta technika obrazkowa miała na celu stworzenie złudzenia optycznego, aby oszukać percepcję wzrokową obserwatora. Dlatego stosowano manipulację perspektywami, cieniami, efektami wizualnymi i symulacjami w celu wygenerowania trójwymiarowego wyglądu obiektów lub scen, oferując przedstawienie, które wydaje się rzeczywiste, ale które tak naprawdę jest płaskie. Obraz rzuca wyzwanie dwuwymiarowości, bawiąc się złotą ramą i figurą w kompozycji. Chociaż wykorzystanie perspektywy do stworzenia wrażenia trójwymiarowości miało precedensy w historii sztuki (zwłaszcza w rzymskiej sztuce malarskiej), Borrell del Caso przyjmuje aktywne podejście, wprowadzając postać w napięcie percepcyjne. Postać zdaje się wymykać obrazowemu zamknięciu, przeciwstawiając się idei ramy i płaskości, próbując zintegrować się z rzeczywistą przestrzenią. To połączenie rzeczywistości i malarstwa rzuca wyzwanie statyczności i kwestionuje tradycyjne postrzeganie sztuki. Innymi słowy, jest to sprzeczne z ówczesnymi normami akademickimi i z tego powodu uznano je za antyakademickie.
Obraz przedstawia ubranego w znoszone ubranie chłopca, przywołującego na myśl przedstawienia biednych dzieci i żebraków, jakie malarz Bartolomé Esteban Murillo zwykł portretować w swoich pracach. Przedstawione na obrazie dziecko sprawia wrażenie, jakby przed czymś uciekało, jednak neutralne tło i niejasność motywu budzą u widza niepewność. Pobudzona postawa dziecka, z prawą nogą i lewą ręką wysuniętą poza kadr, skłania do kwestionowania podstawowych pojęć malarstwa i rzeczywistości, rodząc filozoficzne i teoretyczne dylematy dotyczące natury samej rzeczywistości. Tytuł dzieła, Ucieczka przed krytyką, dodaje kolejną warstwę znaczeniową. Sugeruje możliwą interpretację związaną z przewidywaną reakcją artysty na krytykę, jaka może pojawić się po wystawie. Ucieczka dziecka mogła być wyrazem uchylania się od krytycznego spojrzenia ze strony uczonych, wzbudzając tym samym refleksję nad oceną i krytyką dzieła artystycznego.

## Inne wersje
Popularność obrazu sprawiła, że autor poczuł motywację do stworzenia co najmniej dwóch dodatkowych wersji oryginalnej kompozycji. Pierwsza, wykonana w styczniu 1876 roku, przedstawiała zauważalne zmiany w typie kadru otaczającego głównego bohatera, który był starszy wiekiem i jego postawy, z bardziej nieuporządkowanymi włosami i wyraźniejszym wyrazem strachu, reprezentowanym przez jego otwarte usta. Następnie powstała kolejna wersja, znajdująca się w kolekcji prywatnej, wyróżniająca się brakiem ozdób w ramie, ukazująca dziecko w gestach podobnych do poprzednich wersji, choć z zauważalnymi różnicami w ekspozycji tułowia, spojrzenia i wyglądu jego ust, które były na wpół otwarte.